# Principato d'Acaia
Il Principato di Acaia (in greco Πριγκιπάτον Αχαϊας?), conosciuto nel Medioevo anche con il nome di Principato di Morea, fu uno Stato crociato sorto dopo la quarta crociata, fra il 1202 e il 1204, sul territorio dell'odierna Grecia. Fin dalla sua fondazione, fu considerato un vassallo del Regno di Salonicco e, dopo la sua caduta nel 1224, i principi achei riconobbero la supremazia dell'Impero Latino, diventandone uno stato vassallo. Quando, nel 1261, le truppe di Michele VIII Paleologo catturarono Costantinopoli, il principato rimase l'unico stato forte dei crociati sulle terre di Bisanzio. Successivamente, divenne un vassallo del Regno di Napoli. Indebolito gradualmente a causa dei conflitti interni, il principato cessò di esistere nel 1432, dopo la conquista da parte del Despotato di Morea.

## Storia
Ebbe origine nel 1204, quando, sulla scia della quarta crociata, terminata con il saccheggio di Costantinopoli e la spartizione dell'Impero bizantino da parte dei principi dell'Occidente cristiano, Goffredo I di Villehardouin sbarcò nel Peloponneso nei pressi di Modone, e con Guglielmo di Champlitte conquistò gran parte della regione. Dopo aver stretto un'alleanza con l'arconte locale Giovanni Cantacuzeno, conquistò le regioni di Acaia ed Elide, occupando le fortezze di Andravida e Patrasso. Ma all'inizio del 1205, il suo alleato morì e l'erede Michele, decise di sbarazzarsi degli ospiti stranieri. Con una forza consistente in soli 100 cavalieri e 500 fanti, Goffredo si scontrò con l'esercito di Michele I Ducas, che sconfisse nella battaglia dell'oliveto di Koundouros, il che condusse alla conquista della Morea. La vittoria fu decisiva, e dopo la battaglia la resistenza offerta dai locali era limitata a pochi forti, che continuarono a essere assediati. Il forte di Araklovon, in Elide, fu difeso da Doxapatres Boutsaras sino al 1213, quando la guarnigione si arrese. Il forte di Malvasia e i castelli di Argo, Nauplia e Corinto, comandanti da Leone Sguro, resistettero sino al suo suicidio nel 1208. Nel 1212, queste ultime sacche di resistenza furono conquistate e organizzate sotto la signoria di Argo e Nauplia, e solo Malvasia riuscì a resistere sino al 1248. Guglielmo di Champlitte regnò su Acaia sino alla sua partenza per la Francia, dove aveva intenzione di ottenere un'eredità, ma morì durante il viaggio nel 1209.

### Il principato nel XIII secolo
Alla morte di quest'ultimo, gli successe il nipote Hugo de Champlit, ma quest'ultimo morì nello stesso anno. Goffredo riuscì ad ottenere dai feudatari locali, da papa Innocenzo III e dall'Imperatore il riconoscimento della sua Signorìa sull'Acaia, l'Elide, la Messenia e su parte dell'Arcadia, ed il titolo di Principe di Acaia. Durante il suo regno, il principato raggiunse il massimo benessere. Quando Giovanni III Vatatze assediò Costantinopoli, il principe acheo arrivò nella capitale dell'impero latino con sei vassalli, 1000 cavalieri e 800 arcieri.
Durante il regno di suo figlio, Goffredo II, il principato raggiunse l'apice della sua potenza. La corte del principe di Andravida era considerata una delle migliori e galanti d'Europa , ed egli stesso era un famoso poeta e trovatore. Il Principato aveva la sua zecca, e i quel periodo apparvero pubblicazioni proprie scritte in una variante della lingua francese. In quegli anni fu anche scritta Cronaca della Morea, una preziosa fonte sulla storia della Quarta Crociata . Nel 1249, la capitale del principato fu spostata da Andravida a Mistra, le cui fortificazioni erano state recentemente completate.
Alla morte di Goffredo II, gli succedette il di lui fratello Guglielmo (? – 1278). Questi tentò di occupare anche l'Eubea ma il tentativo fallì e nel 1255 venne sconfitto da Michele VIII Paleologo, che gli impose l'accettazione di una provincia bizantina in Morea.
Alla sua morte (1278), in base agli accordi stabiliti nel trattato di Viterbo (maggio 1267), subentrarono al governo dell'Acaia i sovrani Angioini di Napoli, prima Carlo I e poi Carlo lo Zoppo, rispettivamente suocero e cognato di Isabella di Villehardouin che era andata sposa a Filippo d'Angiò. Carlo II d'Angiò decise di restituire ad Isabella il potere sulla Morea, con l'intenzione di mantenervi la sua sovranità: ma Isabella, rimasta vedova, si risposò (1301) con Filippo di Savoia, figlio di Tommaso III di Savoia, che assunse il titolo di Principe di Savoia-Acaia. Il Principato tornò agli Angiò nel 1307: Carlo II con un pretesto tolse l'Acaia ai due coniugi assegnandola al figlio Filippo I di Taranto.
La potestà del Principato rimase poi nel Trecento quasi stabilmente, seppure nominalmente, agli Angiò (Angiò-Durazzo e principi di Taranto); poi cambiò più volte fino a tornare 1432 nelle mani del despota bizantino Costantino XI Paleologo, futuro imperatore di Bisanzio. Poco dopo sparì, assorbito dall'Impero ottomano.

## Lista dei Principi d'Acaia
| Regno           | Nome | Principi rivali pretendenti al titolo |
| --------------- | --- | ------------------------------------- |
| 1205 – 1209     | Guglielmo di Champlitte Principe della Morea                                                                            |                                       |
| 1209 – ca. 1228 | Goffredo I di Villehardouin Principe di Achea (nipote dello storico Goffredo di Villehardouin)                          |                                       |
| ca. 1228 – 1246 | Goffredo II di Villehardouin                                                                                            |                                       |
| 1246 – 1278     | Guglielmo II di Villehardouin dal 1267 vassallo di Carlo I d'Angiò, Re di Napoli                                        |                                       |
| 1278 – 1285     | Carlo I d'Angiò, Re di Napoli                                                                                           |                                       |
| 1285 – 1289     | Carlo II d'Angiò, detto lo zoppo                                                                                        |                                       |
| 1289 – 1307     | Isabella di Villehardouin Principessa, anche assieme ai mariti Fiorenzo di Hainaut e Filippo I di Savoia-Acaia; deposta |                                       |
| 1289 - 1297     | Fiorenzo di Hainaut assieme alla moglie Isabella di Villehardouin                                                       |                                       |
| 1301 – 1307     | Filippo I di Savoia-Acaia assieme alla moglie Isabella di Villehardouin ramificatisi coi Solari di Asti                 |                                       |

|                    |                                                                                  | |
| 1307 – 1313        | Filippo I di Taranto Imperatore Latino                                           | |
| 1313 – 1318        | Matilde di Hainaut assieme al marito Luigi                                       | Margherita di Villehardouin (1312 – 1315) |
| 1313 – 1316        | Luigi di Borgogna assieme alla moglie Matilde; titolare del Regno di Tessalonica | Ferdinando d'Aragona (1315 – 1316), marito di Isabella di Sabran (figlia di Margherita di Villehardouin), che conquistò il principato per conto del figlio, Giacomo I |
| 1318 – 1322        | Roberto d'Angiò, re di Napoli                                                    | Giacomo I (1316 – 1349) |
| 1322 – 1333        | Giovanni di Durazzo                                                              | Giacomo I (1316 – 1349) |
| 1333 – 1364        | Roberto di Taranto, Imperatore Latino                                            | Giacomo I (1316 – 1349) - Giacomo II (1349 – 1375) |
| 1364 – 1373        | Filippo II di Taranto, Imperatore Latino                                         | Giacomo II (1349 – 1375) Ugo di Lusignano (1364-1370) |
| 1373 – 1381        | Giovanna I, regina di Napoli, Principessa                                        | |
| 1381 – luglio 1383 | Giacomo del Balzo Imperatore Latino                                              | |
| 1383 – 1386        | Carlo III di Napoli                                                              | |
| 1386 – 1396        | Interregno                                                                       | Il principato fu conteso da cinque pretendenti, nessuno dei quali può essere considerato re effettivo                                                                 |
| 1396 – 1402        | Pietro Bordo di San Superano, auto-proclamato                                    | |
| 1402 – 1404        | Maria II Zaccaria, Principessa di Costantinopoli                                 | |
| 1404 – 1432        | Centurione II Zaccaria, Principe di Acaia auto-proclamato                        | Il principato passò all'Impero Bizantino dopo la sua morte |